# Petalophora costata
Petalophora costata is een keversoort uit de familie knotshoutkevers (Bothrideridae). De wetenschappelijke naam van de soort werd in 1848 gepubliceerd door John Obadiah Westwood.